# Aloe capitata
Aloe capitata är en grästrädsväxtart som beskrevs av John Gilbert Baker. Aloe capitata ingår i släktet Aloe och familjen grästrädsväxter.
Artens utbredningsområde är Madagaskar.

## Underarter
Arten delas in i följande underarter:
- A. c. capitata
- A. c. quartzicola
- A. c. silvicola

## Bildgalleri

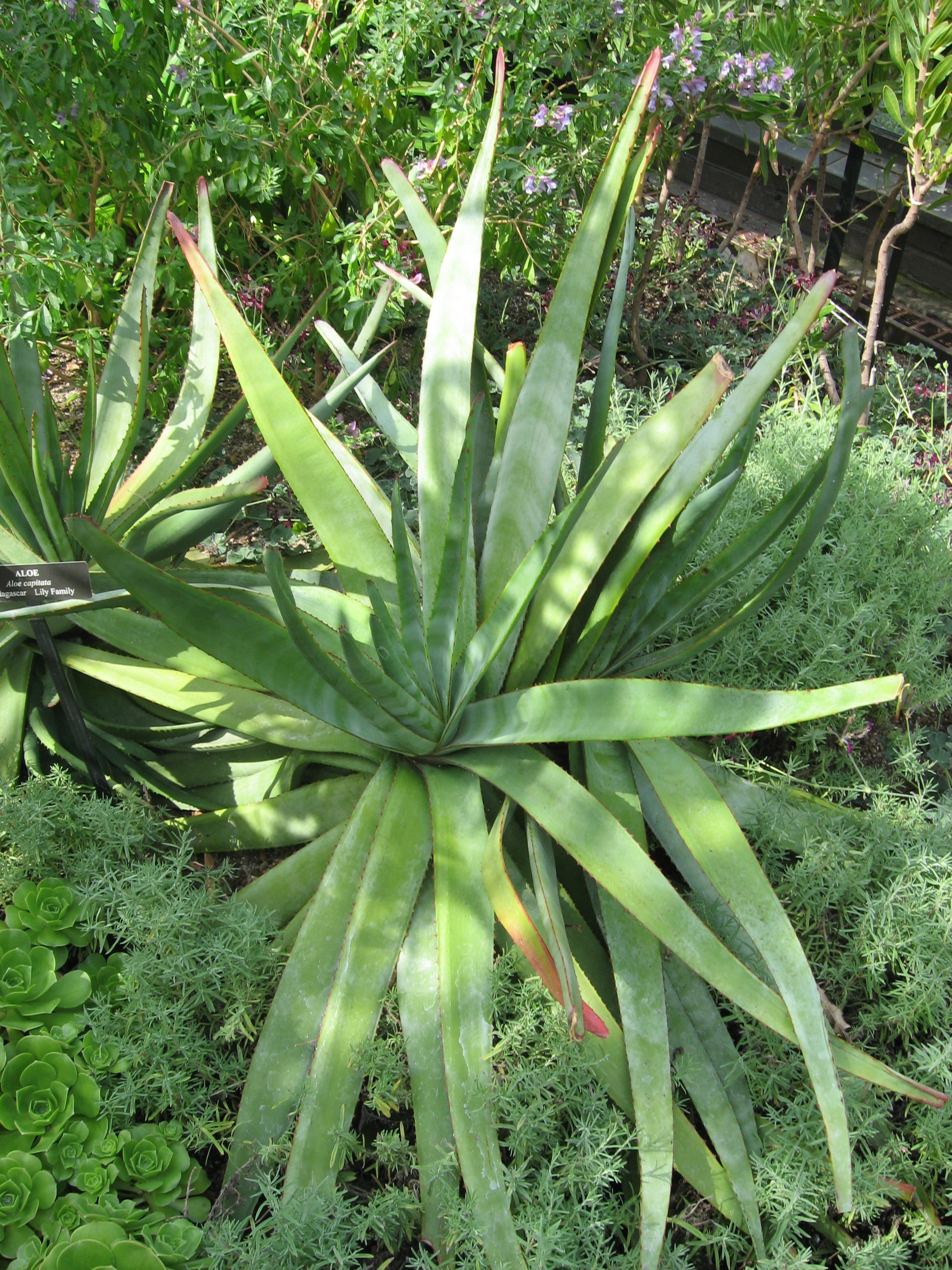
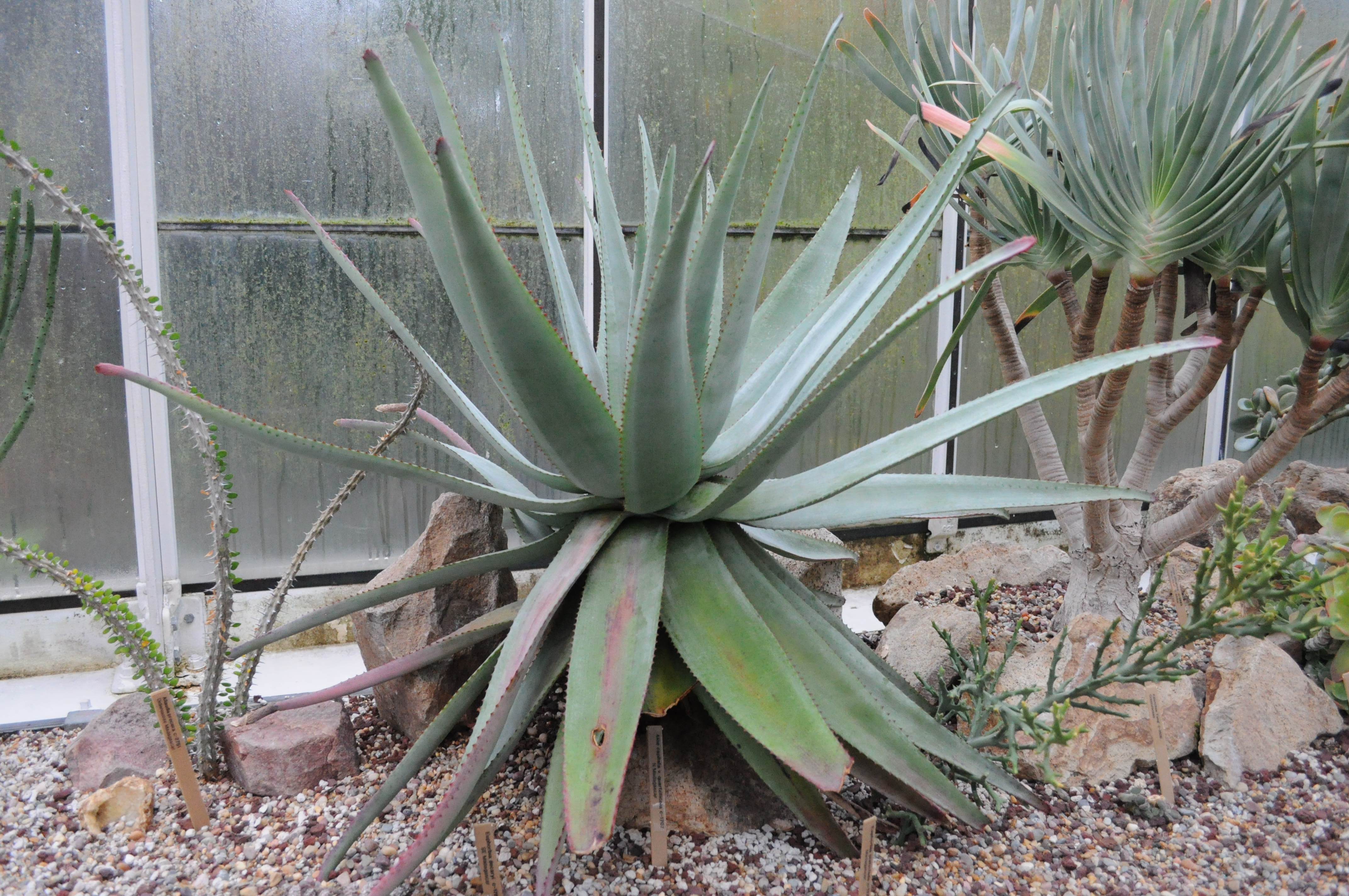
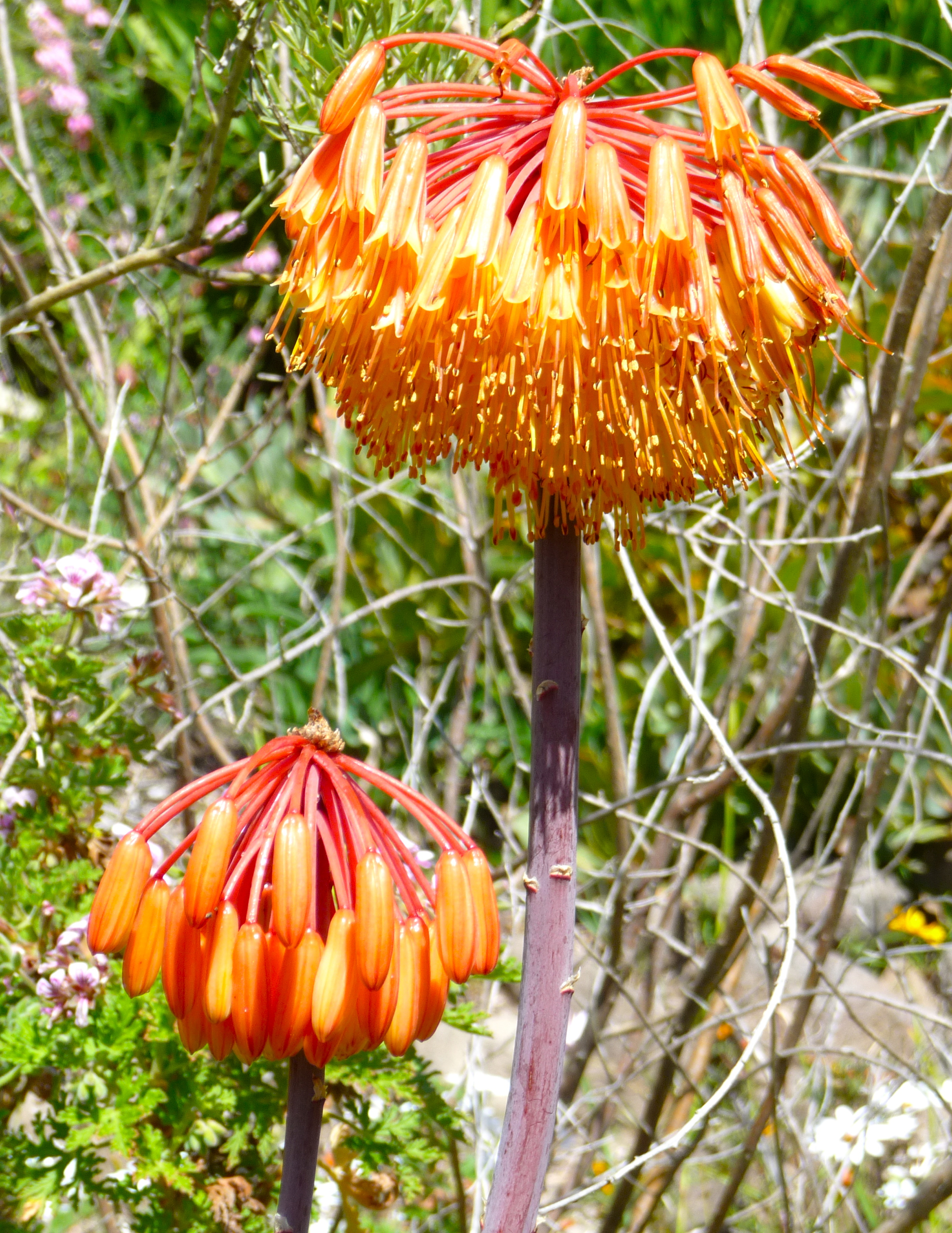
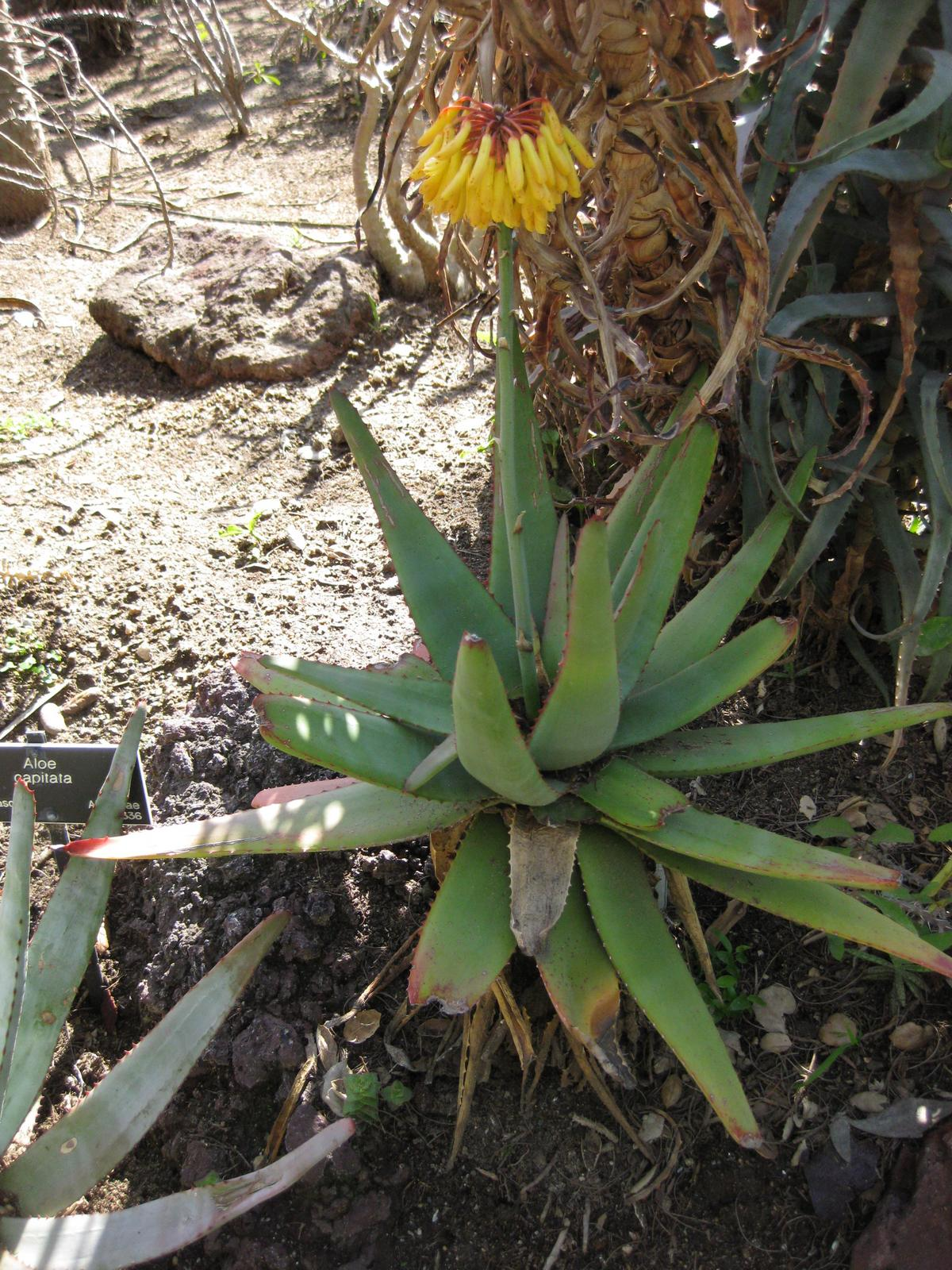
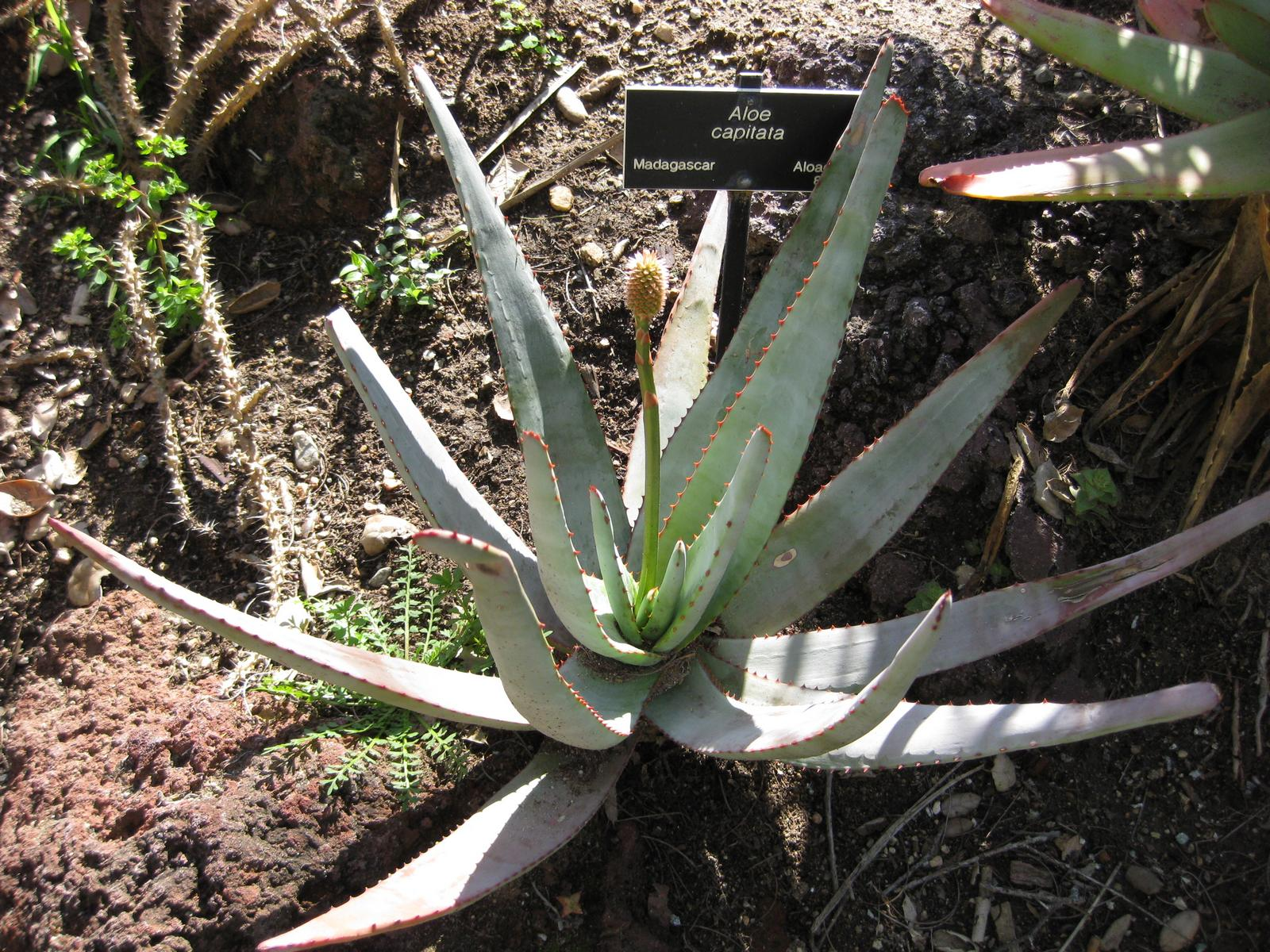